# Кумански језик
Кумански (такође назван половчански, који се у Кодекс Куманикусу назива и татарским (tatar til) је био западнокипчачки туркијски језик којим су говорили Кумани (Половци, Фолбан, Валани, Куни) и Кипчаци. Језик је био сличан данашњим разним језицима западнокипчачког огранка. Кумански језик је документован у средњовековним списима, укључујући „Кодекс Куманикус”, и у раним модерним рукописима, попут бележнице бенедиктинског монаха Јоханеса екс Графинга. Био је то књижевни језик у средњој и источној Европи који је оставио богато књижевно наслеђе. Језик је постао главни језик (лингва франка) Златне хорде.

## Историја
Кумани су били номадски народ који је живео у степама источне Европе, северно од Црног мора, пре појаве Златне хорде. Многи туркијски народи, укључујући Кримске Татаре, Карачаје, Кумике, Кримске Караите, Кримчаке и Балкаре, Манаве воде порекло од Кумана. Данас, говорници ових различитих језика који припадају кипчачком огранку говоре варијације које су блиско повезане са куманским језиком.
Књижевни кумански језик је изумро почетком 18. века у области Куманије (Kunság) у Мађарској, која је била његово последње упориште. Традиција каже да је последњи говорник куманског језика у Мађарској био Иштван Варо, становник Карцага (Мађарска) који је умро 1770. Кумански језик на Криму је, међутим, успео да преживи. Кумански језик се сматра директним претком садашњег језика кримских Татара са могућим инкорпорацијама других језика, попут кримског готског.
Са превлашћу куманско становништво Крима оно добија назив „Татари”, исламску вероисповест и турски језик, а почиње процес консолидације мултиетничког конгломерата Полуострва, што је довело до појаве кримскотатарског народа.
Кумански Кипчаци су имали важну улогу у историји Анадолије, Казахстана, Украјине, Русије, Грузије, Мађарске, Румуније (види, на пример, Басарабску династију), Молдавије, Бесарабије и Бугарске.
Васил Радлов је сматрао да је међу садашњим језицима кумански најближи мишарском дијалекту татарског језика.

## Пример
Из књиге познате као Кодекс Куманикус, кумански кипчак туркијска молитва Господња (преписан у турско писмо):
Atamız kim köktesiñ. Alğışlı bolsun seniñ atıñ, kelsin seniñ xanlığıñ, bolsun seniñ tilemekiñ – neçik kim kökte, alay [da] yerde. Kündeki ötmegimizni bizge bugün bergil. Dağı yazuqlarımıznı bizge boşatqıl – neçik biz boşatırbız bizge yaman etkenlerge. Dağı yekniñ sınamaqına bizni quurmağıl. Basa barça yamandan bizni qutxarğıl. Amen!